# Rock the House (album)
A Rock the House az amerikai hip-hop duó D.J. Jazzy Jeff & The Fresh Prince  első albuma, mely 1987. április 7.-én jelent meg az Egyesült Államokban, majd rá egy évre megjelent az Egyesült Királyságban, és Európá más országaiban is. Az albumról három dal jelent meg egyetlen kislemezen, a "The Magnificent Jazzy Jeff", az "A Touch of Jazz" és a Girls Ain't Nothing but Trouble című dal. Az albumot 1988-ban CD lemezen is megjelentették. A "Girls Ain't Nothing But Trouble" című dal újrakevert változata a He's the DJ, I'm the Rapper című stúdióalbum után jelent meg, mely az eredeti 1986-os változatot váltotta fel. Az eredeti verzió nem került fel a duó válogatás albumára sem.

## Az album dalai
LP  Németország ZYX Records – ZYX 20.118§
 Első oldal 
1. Girls Ain't Nothing But Trouble	4:35
2. Just One Of Those Days	5:03
3. Rock The House 4:11
4. Taking It To The Top	5:21

Második oldal
1. The Magnificent Jazzy Jeff	5:20
2. Just Rockin'	4:58
3. Guys Ain't Nothing But Trouble 4:28
4. Touch Of Jazz	3:17
5. Don't Even Try It	5:22

## Felhasznált zenei alapok
"Girls Ain't Nothing But Trouble" 
- Theme From I Dream of Jeannie
- "Catch the Beat" by T-Ski Valley

"Just One of Those Days"
- "Puttin’ on the Ritz" by Taco

"Rock the House"
- "Ben" by Michael Jackson
- Theme From Sanford and Son
- "Theme from Mahogany (Do You Know Where You're Going To)" by Diana Ross

"Takin' It to the Top"
- "Cold Sweat" by James Brown
- "Kool is Back" by Funk, Ink

"The Magnificent Jazzy Jeff"
- "Funky Drummer" by James Brown
- "The Big Beat" by Billy Squier
- "Shout" by Tears for Fears

"Just Rockin'"
- "Reading the Comics - July, 1945" by Fiorello La Guardia
- "Change the Beat" (Female Version) by Beside
- "Rocket In The Pocket (Live)" by Cerrone

"Guys Ain't Nothing But Trouble"
- Theme From I Dream of Jeannie

"A Touch of Jazz"
- "Westchester Lady" by Bob James
- "'T' Plays It Cool" by Marvin Gaye
- "Harlem River Drive" by Bobbi Humphrey
- "Mr. Magic" by Grover Washington Jr.

## Slágerlista
| Slágerlista (1987)                                          | Legjobb helyezések |
| ----------------------------------------------------------- | ------------------ |
| Egyesült Királyság UK Albums Chart                          | 97                 |
| Amerikai Egyesült Államok Billboard 200                     | 83                 |
| Amerikai Egyesült ÁllamokTop R&B/Hip-Hop Albums (Billboard) | 24                 |

## Minősítések
| Ország                    | Minősítés | Eladások |
| ------------------------- | --------- | -------- |
| Amerikai Egyesült Államok | Platina   | 500.000  |